# Eiichi Hirai
Pour les articles homonymes, voir Hirai.
Eiichi Hirai (平井 栄一, Hirai Ei'ichi), né le 18 novembre 1990 à Yokohama, est un coureur cycliste japonais.

## Palmarès
- 2008
  -  Champion du Japon sur route juniors
  - Tour d'Okinawa juniors
- 2009
  -  Champion du Japon sur route espoirs

## Classements mondiaux
| Année                                 | 2012 | 2013 | 2014 | 2015 | 2016  | 2017  |
| ------------------------------------- | ---- | ---- | ---- | ---- | ----- | ----- |
| Classement mondial                    |      |      |      |      | 2000e | 1670e |
| UCI Asia Tour                         | 274e | nc   | 297e | nc   | 365e  | 283e  |
|                                       |      |      |      |      |       |       |
| Légende : nc = non classéSource : UCI |      |      |      |      |       |       |